# South Esk (dopływ Esk)
South Esk (ang. River South Esk) – rzeka w południowo-wschodniej Szkocji, na terenie hrabstwa Midlothian, jedna z dwóch rzek źródłowych rzeki Esk (obok North Esk). Długość rzeki wynosi 30 km.
Źródło rzeki znajduje się na zachodnim zboczu szczytu Blackhope Scar, w paśmie wzgórz Moorfoot Hills, na wysokości 625-630 m n.p.m. Rzeka płynie w kierunku północnym, przepływa przez zbiorniki zaporowe Gladhouse Reservoir i Rosebery Reservoir. Od strony zachodniej opływa Newtongrange, następnie przepływa przez miasto Dalkeith. Około 1,5 km na północ od tego ostatniego łączy się z North Esk, dając początek rzece Esk; ta uchodzi kilka kilometrów dalej do zatoki Firth of Forth.
Nad rzeką położony jest klasztor Newbattle Abbey.